# خوزه دینارس
خوزه دینارس (اسپانیایی: José Dinarés‎؛ زادهٔ ۵ ژانویهٔ ۱۹۴۰) بازیکن هاکی روی چمن اهل اسپانیا بود. وی در رقابت‌های المپیک تابستانی ۱۹۶۰، المپیک تابستانی ۱۹۶۴ و المپیک تابستانی ۱۹۶۸ برای اسپانیا به میدان رفت.